# Вершинино (станция, Алтайский край)
Верши́нино — станция (населённый пункт) в Троицком районе Алтайского края. Входит в состав Боровлянского сельсовета.

## История
Основана в 1920 году. В 1928 году казарма 18 км состояла из 5 хозяйств, основное население — русские. В административном отношении входила в состав Вершининского сельсовета Больше-Реченского района Бийского округа Сибирского края.

## Население
| 1926 | 1997 | 1998 | 1999 | 2000 | 2001 |
| ---- | ---- | ---- | ---- | ---- | ---- |
| 22   | ↗41  | ↘40  | ↗42  | ↘41  | →41  |
| 2002 | 2003 | 2004 | 2005 | 2006 | 2007 |
| ↗68  | ↘59  | →59  | ↘55  | ↗57  | ↘53  |
| 2008 | 2009 | 2010 | 2011 | 2012 | 2013 |
| ↗54  | ↘51  | ↘47  | →47  | ↘44  | ↘37  |

### Национальный состав
Согласно результатам переписи 2002 года, в национальной структуре населения русские составляли 95 %.